# سود-اویاسیون
سود-اویاسیون (به فرانسوی: Sud-Aviation) شرکت دولتی فرانسوی تولیدکنندهٔ هواگرد بود که از به هم پیوستن دو شرکت سود-است (کوتاه شدهٔ سوسیته ناسیونال د کنستروکسیون آئرونوتیک دو سود-اِست به معنی شرکت ملی تولیدات آئروناتیک جنوب شرقی) و سود-وست (کوتاه شدهٔ سوسیته ناسیونال دکنستروکسیون آئروناتیک دو سود-وست به معنی شرکت ملی تولیدات آئروناتیک جنوب غربی) در یکم مارس ۱۹۵۷ تشکیل شد. هر دو شرکت از به هم پیوستن شرکت‌های کوچک‌تر خصوصی تشکیل شدند که پیش از جنگ جهانی دوم ملی گردیده بودند.